# Dance Singles Sales
Hot Dance Singles Sales (ранее известный как Hot Dance Music/Maxi-Singles Sales) — музыкальный хит-парад США, издаваемый журналом Billboard, в который входят песни в стиле танцевальной музыки и ремиксы по критерию количества продаж. Ранее чарт был известен как Hot Dance Music/Maxi-Singles Sales, и критерии включения музыкальных композиций были ограничены форматами макси-сингл 12" и CD макси-сингл.
Hot Dance Singles Sales ранее включал и не танцевальные композиции, если они были изданы в формате макси-сингла, например композиции метал-группы Ministry и рок-группы The Smiths, в результате было решено изменить критерии включения и название хит-парада.